# Torbjörn Elensky
Torbjörn Elensky, född 11 juli 1967, är en svensk författare som debuterade 1998 med kortromanen På stället. 

## Skönlitteratur
Novellsamlingen Myrstack kom 2000 och romanen Döda vinklar 2002. 2006 publicerade han Svensk drömtid – tre berättelser. I sina böcker undersöker han berättelsens och språkets förhållande till verkligheten. Våren 2008 publicerade han en bok om Kuba, Luisas tupp – 100 kubanska bilder där Kuba skildras prismatiskt genom hundra avsnitt med rubriker efter la charada cubana, ett traditionellt system där varje siffra motsvaras av ett föremål eller fenomen och som huvudsakligen används för lottoliknande spel. Boken bygger på personliga erfarenheter och blandar det nära och privata med det historiska och politiska, men hela tiden med den vanliga människan och hennes umbäranden och överlevnadsstrategier i fokus.

## Annan kulturell verksamhet
Förutom skönlitteratur har Elensky arbetat med konstnärer och tonsättare som Tobias Bernstrup, Stefan Pöntinen, Katarina Norling och Jonas Bohlin. Med Jonas Bohlin har han gjort ett verk baserat på en intervju med en tjetjensk pojksoldat, I saw it all, som uruppfördes av Kammarensemblen 1999. Med samme tonsättare och ensemble gjorde han 2002 Den sjunde juli, medieoratoriet med text helt baserad på Dagens Nyheter från den 7 juli 2001.
Hörspelet Molnskeppet uppfördes av Radioteatern, i regi av Tobias Theorell, 2002. År 2005 sändes en radioteaterbearbetning av Clas Livijns roman Spader Dame, också i regi av Tobias Theorell.
Torbjörn Elensky medverkar regelbundet som kulturskribent i Dagens Nyheter och Svenska Dagbladet, bland annat med essäer och understreckare. Han har även regelbundet medverkat med historiska essäer i tidskriften Företagsminnen.
Elensky och Marie Steinrud var programledare för Bruken som byggde Sverige som visades på Axess TV med start i september 2021.

## Priser och utmärkelser
- 2001 – Albert Bonniers stipendiefond för yngre och nyare författare
- 2013 – Gun och Olof Engqvists stipendium